# 1501 Baade
1501 Baade eller 1938 UJ är en asteroid i huvudbältet, som upptäcktes den 20 oktober 1938 av den tyske astronomen Arno Arthur Wachmann i Bergedorf. Den har fått sitt namn efter den tyske astronomen Walter Baade.
Asteroiden har en diameter på ungefär 10 kilometer.